# (3181) Ahnert
(3181) Ahnert est un astéroïde de la ceinture principale. Il est nommé en l'honneur de l'astronome allemand Paul Oswald Ahnert.

## Description
(3181) Ahnert est un astéroïde de la ceinture principale. Il fut découvert le 8 mars 1964 à Tautenburg par Freimut Börngen. Il présente une orbite caractérisée par un demi-grand axe de 2,23 UA, une excentricité de 0,06 et une inclinaison de 4,0° par rapport à l'écliptique.

## Compléments